# Ожет
Ожет (каз. Өжет) — микрорайон в Алатауском районе в северной части города Алма-Ата в Казахстане.

## История
Бывший посёлок Ужет Каскеленского района Алматинской области. До 2003 года поселок Ужет Жетысуского района города Алма-Аты. 11 июня 2003 года переименован в микрорайон Ожет Жетысуского района города Алма-Аты, с 2 июля 2008 года территория включена в Алатауский район.

## Достопримечательности

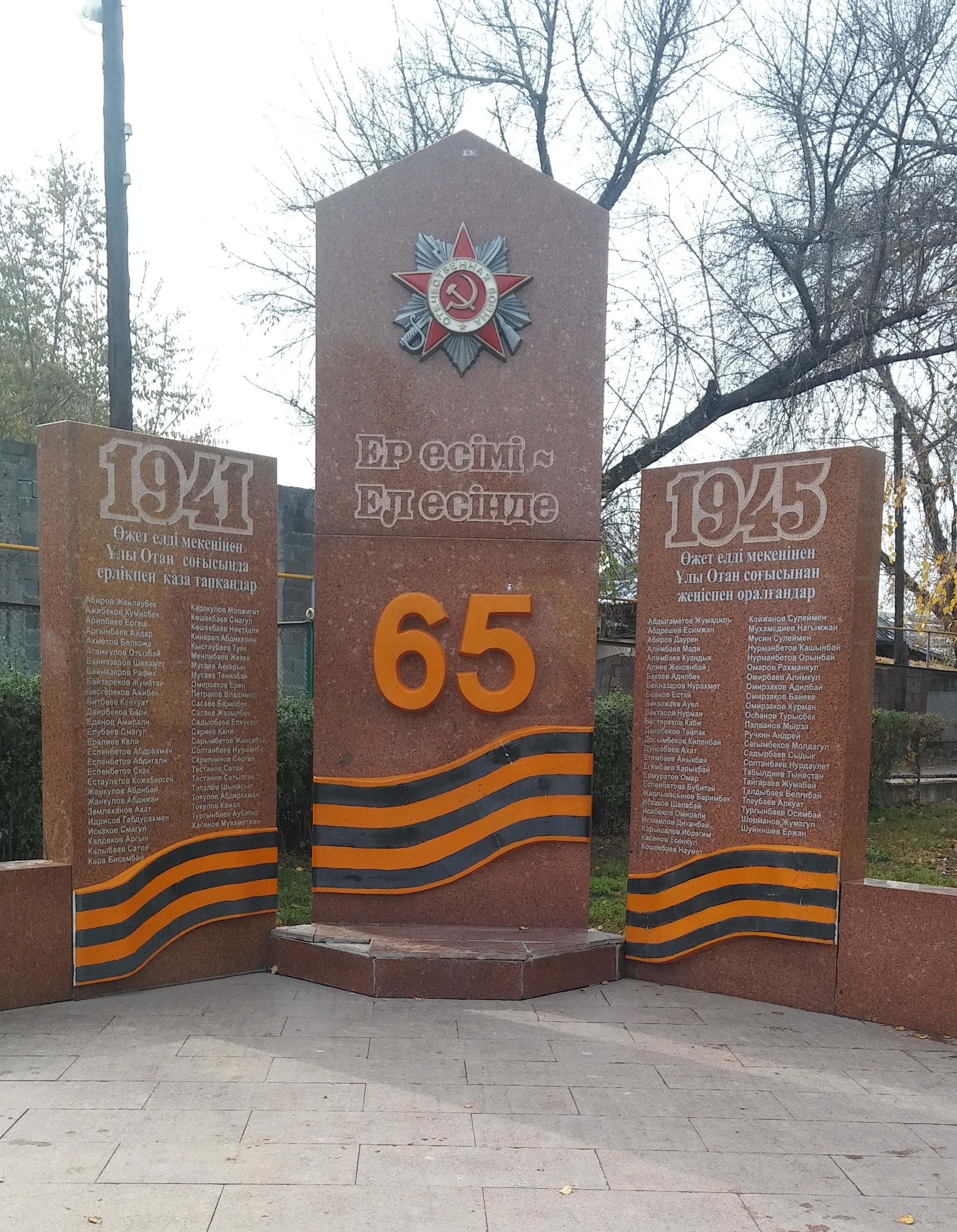
Памятник в честь 65-летия победы в Великой Отечественной войне

- Мечеть «Кыстаубайулы Манас» (микрорайон Ожет, улица Ауэзова № 26)[4].
- Здание общеобразовательной школы № 156 на улице Ауэзова, построенное в 1932 году. Памятник «Ер есімі-ел есінде» был открыт на территории школы № 156 в 2010 году в честь 65-летия победы в Великой Отечественной войне[5].
- Любительский футбольный клуб «Ожет»[6].